# Pholidornis rushiae
El pájaro moscón estriado (Pholidornis rushiae) es una especie de ave paseriforme de la familia Cettiidae propia de África Central y occidental. Es la única especie del género Pholidornis.

## Descripción
Con solo 8 cm de largo, es quizás el ave nativa de África más pequeña. Esta especie tiene la cabeza y el pecho de color ante blanquecino con un denso listado pardo. El resto de sus partes inferiores son de color amarillo intenso, desde la parte inferior del pecho a la cola, al igual que su obispillo. Y su espalda y alas son de tonos pardos con veteados más oscuros. Las patas son color naranja intenso. Los jóvenes son menos coloridos y menos rayados.

## Distribución y hábitat

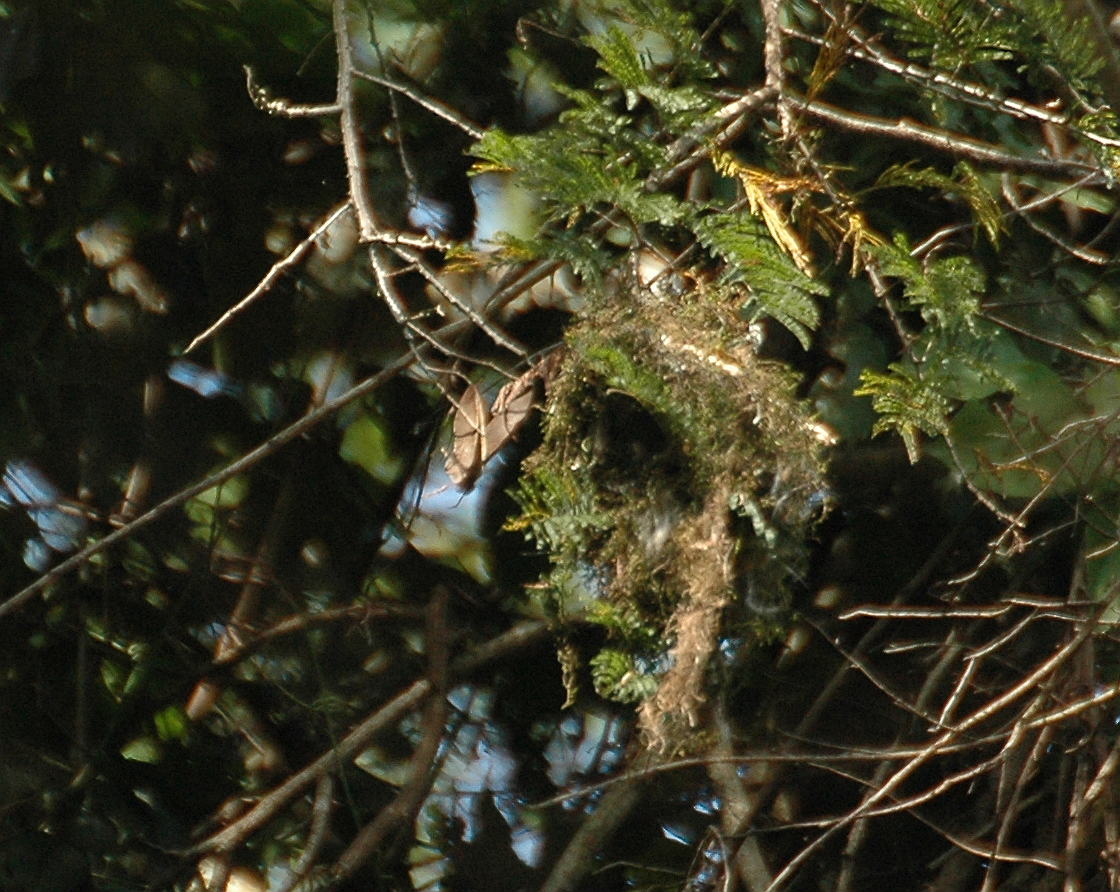
Nido fotografiado en el bosque de Mabira, Uganda.

Se encuentra en las selvas tropicales de África central y occidental, distribuido por Angola, Benín, Camerún, República Centroafricana, República del Congo, República Democrática del Congo, Costa de Marfil, Guinea Ecuatorial, Gabón, Ghana, Guinea, Liberia, Nigeria, Sierra Leona, Togo y Uganda.